# Je suis un chat
 (novembre 2021).
Si vous disposez d'ouvrages ou d'articles de référence ou si vous connaissez des sites web de qualité traitant du thème abordé ici, merci de compléter l'article en donnant les références utiles à sa vérifiabilité et en les liant à la section « Notes et références ».
Je suis un chat (吾輩は猫である, Wagahai wa neko de aru) est un roman japonais satirique de Sōseki Natsume, d'abord paru sous forme de feuilleton de 1905 à 1906 dans la revue littéraire Hototogisu.

## Sujet
Un jeune professeur pendant l'ère Meiji accueille un petit chat chez lui. L'animal, observateur silencieux et plein d'esprit, va être témoin et chroniqueur de tout le petit monde d'hurluberlus entourant le professeur. Il va faire l'apprentissage de la vie aux côtés de celui qui convient le mieux à cet objectif : un grand professeur de littérature anglaise, le professeur Kushami (« éternuement » en japonais).

## Sens du titre
Le titre original utilise un pronom de la première personne ayant une nuance d'arrogance.
Une traduction plus exacte serait « Moi qui suis un chat », puisque la manière la plus simple de dire « Je suis un chat » serait simplement 猫 です (neko desu), sans la particule de thématisation は (ha) qui indique une insistance (compréhensible quand on connait le caractère de ce chat).
Le roman figure parmi les classiques de la littérature japonaise et a fait l'objet de deux adaptations cinématographiques en 1935 et en 1975. 
Les premières lignes du roman sont très célèbres au Japon : « Je suis un chat. Je n'ai pas encore de nom. Je n'ai aucune idée du lieu où je suis né »,  (吾輩は猫である。名前はまだ無い。どこで生れたかとんと見当がつかぬ。, Wagahai wa neko de aru. Namae wa mada nai. Doko de umareta ka tonto kentō ga tsukanu). Le ton employé par le chat se perd à la traduction. Il est pompeux et grandiloquent, et serait seyant pour quelque aristocrate ou gentilhomme distingué. En effet, le chat se considère supérieur du fait d'être un animal domestique, doué de connaissances encyclopédiques, et non un « vulgaire » chat haret.

## Résumé

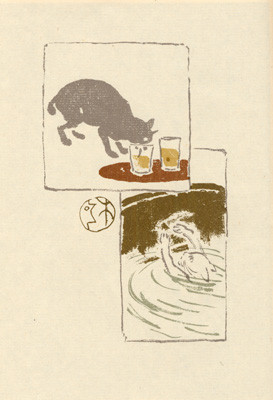
Illustration d'Asai Chū pour Je suis un chat, 1907.

Un petit chat, qui n'a pas de nom, se retrouve dans le jardin du professeur Kushami dans la ville d'Edo (ancien nom de Tōkyō). Adopté par ce dernier, il devient le chat de la maison. Doté d'une grande fierté, le chat est souvent indigné de la façon dont on le traite et juge rapidement les humains comme des bêtes étranges et inconstantes. Il est par ailleurs étonnamment cultivé, bénéficiant d'une sorte d'omniscience encyclopédique.
Au fur et à mesure du roman, des personnages, tous plus caricaturaux les uns que les autres, défilent chez Kushami, offrant l'occasion de dépeindre la société japonaise en pleine mutation pendant cette ère Meiji. Il y a là Meitei, l'étudiant fantasque et pédant, Kangetsu le doctorant original, et une foule d'autres visiteurs, sans compter la propre famille de Kushami : son épouse, ses trois filles et O-San la bonne.
Sōseki développe ensuite une intrigue autour du mariage de Kangetsu avec la fille d'un riche marchand voisin. Il en profite pour critiquer le monde financier en train de se créer à cette époque.
Lassé par ce feuilleton qui allait devenir le roman Je suis un chat, Sōseki y mit fin un peu brutalement, non sans y faire un dernier clin d'œil au grotesque de l'existence.

## Sources d'inspiration du roman
Sōseki, professeur de littérature anglaise qui avait séjourné en Angleterre, avait traduit le roman de Laurence Sterne, Vie et opinions de Tristram Shandy, gentilhomme. Il appréciait beaucoup ce livre qui  beaucoup a inspiré Je suis un chat,. L'influence du Chat Murr d'Hoffmann, autre roman au narrateur félin, est également explicite, l'ouvrage étant cité dans l'une des nombreuses digressions du récit.
Le personnage de Kushami, professeur de littérature anglaise comme Sōseki est le reflet plus ou moins fidèle de ce dernier avec sa maladie d'estomac qui lui donne mauvais caractère.

## Adaptations cinéma
- Wagahai wa neko de aru (1936)[4]
- I Am a Cat (1975) [5]
- Wagahai wa neko de aru (1982), film d'animation [6]

## Dans la culture
- Yôzô, le protagoniste de La Déchéance d'un homme (1948) de Dazaï Osamu, évoque Je suis un chat, en prêtant un exemplaire du livre.
- La bande dessinée Au temps de Botchan fait référence à Je suis un chat dans son premier tome.
- Mémoires d'un chat, roman (2015) d'Hiro Arikawa (1972-) (Actes Sud, 2017)
- Le jeu vidéo « The Great Ace Attorney Chronicles » édité par CAPCOM fait référence à Natsume Soseki à travers l’un des personnages rencontrés par le protagoniste Ryunosuke Naruhodo. En effet, l’un des clients que devra défendre Ryunosuke (avocat japonais de l’ère Meiji exerçant sur le sol britannique) se prénomme « Natsume Soseki » et est un étudiant japonais de littérature anglaise expatrié au Royaume-Uni dans le cadre de ses études. Celui-ci possède un chat qu’il a prénommé « Wagahai ».
- Dans le dessin animé Miraculous : Les Aventures de Ladybug et Chat Noir, Je suis un chat est évoqué dans l'épisode 100 Éphémère.
- Dans le jeu vidéo Persona 5, Morgana, un chat doté de parole, utilise le pronom personnel « Wagahai ».